# Mezinárodní unie notářství

Členské země.

Mezinárodní unie notářství (dříve Mezinárodní unie latinského notářství, i nadále se používá zkratka UINL z francouzského znění původního názvu Union Internationale du Notariat Latin) je nevládní organizace sdružující notářské komory jednotlivých zemí se systémem notářství latinského typu, tj. založeným na principech římského práva. Byla založena v roce 1948 na prvním mezinárodním kongresu latinského notářství, který se konal v Buenos Aires. Sekretariát UINL se nachází v Římě. V letech 2008 až 2010 byl prezidentem UINL argentinský notář dr. Eduardo Gallino.
Notářská komora České republiky je členem UINL od roku 1994 a od roku 2002 má i svého zástupce v Radě předsednictví UINL, jímž je JUDr. Martin Foukal.

## Funkcionáři UINL v letech2011až2013
Na 26. mezinárodním notářském kongresu, který se konal od 3. října do 6. října 2010 v marockém Marrákeši, bylo zvoleno vedení UINL pro funkční období od 1. ledna 2011 do 31. prosince 2013 v tomto složení:
- prezident: Jean-Paul Decorps (Francie)
- viceprezident pro Evropu: Rafael Gomez-Ferrer (Španělsko)
- viceprezident pro Afriku: Ganiou Adechy (Benin)
- viceprezident pro Asii: Duan Zhengkun (Čínská lidová republika)
- viceprezident pro Jižní Ameriku: José Flavio Bueno Fischer (Brazílie)
- viceprezident pro Severní a Střední Ameriku a Karibik: Denis D. Martínez Colón (Portoriko)

- pokladník: Bernard Burkard (Švýcarsko)
- prezident Komise pro evropské záležitosti: Mario Miccoli (Itálie)
- tajemník: Pierre Becqué (Francie)

Za Českou republiku byli do Generální rady UINL zvoleni JUDr. Martin Foukal a Mgr. Jana Večerníková a do Rady předsednictví JUDr. Martin Foukal.